# اس‌اس نیویورک
اس‌اس نیویورک (به انگلیسی: SS York) یک کشتی بود که طول آن ۸۸ فوت (۲۷ متر) بود. این کشتی در سال ۱۹۰۲ ساخته شد.